# Capilla naval de la isla Garden
La Capilla naval de la isla Garden (en inglés: Garden Island Naval Chapel) se localiza en el astillero de la isla Garden, se trata de la capilla cristiana más antigua de la Marina Real Australiana (RAN). Fue establecida en 1902 después de la conversión de la velería antigua, y cuenta con ventanas de vidrios de colores y placas de esa época hasta la actualidad. El edificio es el más antiguo en la isla Garden, con dos plantas, está construida de ladrillo estucado con piedras alféizares, arcos y columnas.